# Bledsoe County
Das Bledsoe County ist ein County im US-amerikanischen Bundesstaat Tennessee. Das U.S. Census Bureau hat bei der Volkszählung 2020 eine Einwohnerzahl von 14.913 ermittelt. Der Verwaltungssitz (County Seat) ist Pikeville.
Nach dem County benannt wurde 1955 das Kriegsschiff USS Bledsoe County.

## Geografie

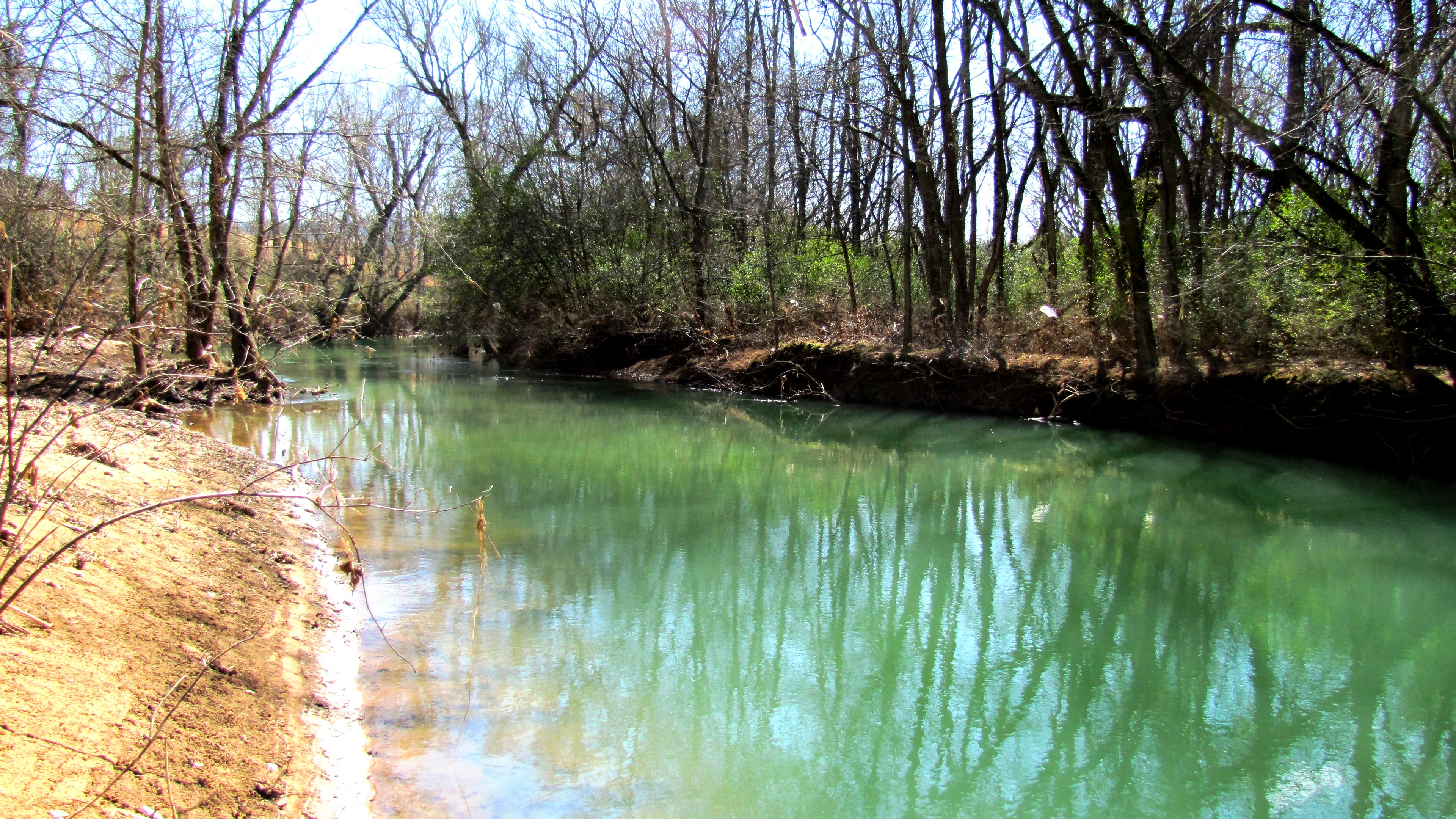
Der Sequatchie River bei Pikeville

Das County liegt im mittleren Südosten von Tennessee, ist im Süden etwa 50 km von Alabama und Georgia entfernt. Es hat eine Fläche von 1053 Quadratkilometern, wovon 1 Quadratkilometer Wasserfläche ist.
Durchflossen wird das County von Nordost nach Südwest vom Sequatchie River, der über den Tennessee River und den Ohio zum Stromgebiet des Mississippi gehört.
An das Bledsoe County grenzen folgende Nachbarcountys:
|                   | Cumberland County                           |                 |
| Van Buren County  | Kompassrose, die auf Nachbargemeinden zeigt | Rhea County     |
| Sequatchie County |                                             | Hamilton County |

## Geschichte
Das Bledsoe County wurde am 30. November 1807 aus Teilen des Roane County gebildet. Benannt wurde es nach einem oder mehreren Angehörigen der Bledsoe-Familie, die im 18. Jahrhundert frühe Siedler in dieser Region waren.

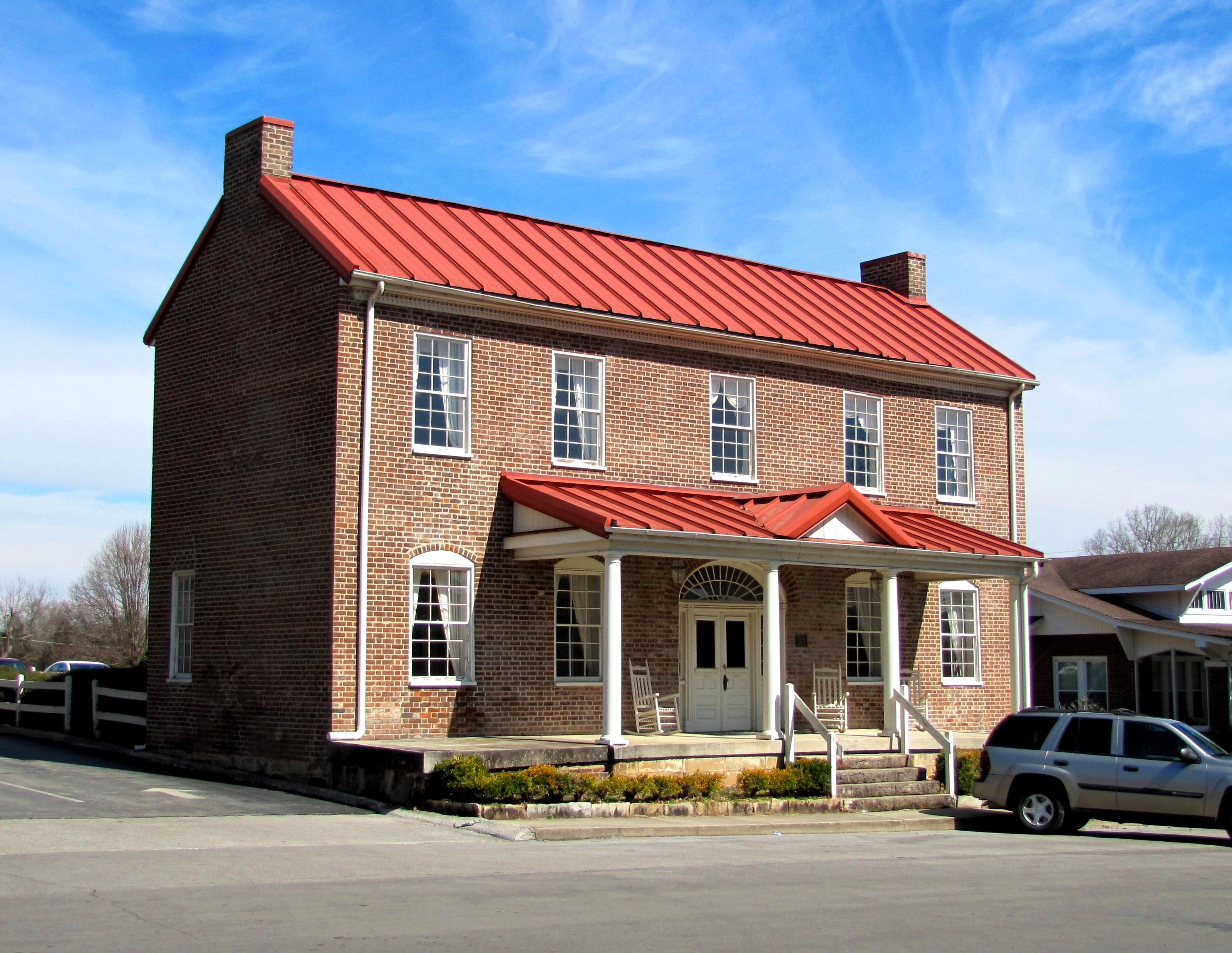
Das John Bridgman House ist einer von acht Einträgen des Countys im NRHP.

Acht Bauwerke und Stätten des Countys sind im National Register of Historic Places (NRHP) eingetragen (Stand 9. August 2018).

## Bevölkerung
Nach der Volkszählung im Jahr 2010 lebten im Bledsoe County 12.876 Menschen in 4556 Haushalten. Die Bevölkerungsdichte betrug 12,2 Einwohner pro Quadratkilometer. In den 4556 Haushalten lebten statistisch je 2,55 Personen.
Ethnisch betrachtet setzte sich die Bevölkerung zusammen aus 94,1 Prozent Weißen, 4,0 Prozent Afroamerikanern, 0,5 Prozent amerikanischen Ureinwohnern, 0,2 Prozent Asiaten sowie aus anderen ethnischen Gruppen; 1,2 Prozent stammten von zwei oder mehr Ethnien ab. Unabhängig von der ethnischen Zugehörigkeit waren 2,2 Prozent der Bevölkerung spanischer oder lateinamerikanischer Abstammung.
19,4 Prozent der Bevölkerung waren unter 18 Jahre alt, 63,0 Prozent waren zwischen 18 und 64 und 17,6 Prozent waren 65 Jahre oder älter. 45,7 Prozent der Bevölkerung waren weiblich.
Das jährliche Durchschnittseinkommen eines Haushalts lag bei 33.443 USD. Das Pro-Kopf-Einkommen betrug 15.747 USD. 22,4 Prozent der Einwohner lebten unterhalb der Armutsgrenze.

## Orte im Bledsoe County
City
| - Pikeville |

Unincorporated Communities
| - Cold Spring - Dill - Lees Station | - Lusk - Melvine - Mount Crest | - New Harmony - Pailo - Summer City |

## Gliederung
Das Bledsoe County ist in sechs durchnummerierte Distrikte eingeteilt:
| Distrikt | Einwohner (2010) | FIPS     |
| -------- | ---------------- | -------- |
| 1        | 2945             | 47-90008 |
| 2        | 1965             | 47-90198 |
| 3        | 2272             | 47-90388 |
| 4        | 1791             | 47-90578 |
| 5        | 1911             | 47-90768 |
| 6        | 1992             | 47-90958 |